# Preslica
Préslica (znanstveno ime Equisetum) je edini živeči rod iz družine presličevk (Equisetaceae).
Preslice imajo kolenčasta stebla, iz katerih izraščajo stranski poganjki in dajejo rastlini vretenasto obliko. Steblo vsebuje kremen, ki daje preslicam trdoto in krhkost. Imajo majhne lističe, podobne luskolistom.

### Vrste
Na podlagi razlik v jalovih (sterilnih) in trosonosnih (plodnih ali fertilnih) poganjkih delimo rod preslic v dva podrodova:
Podrod Equisetum
- Equisetum arvense (njivska preslica)
- Equisetum bogotense
- Equisetum diffusum
- Equisetum fluviatile (vodna preslica)
- Equisetum palustre (močvirska preslica)
- Equisetum pratense (travniška preslica)
- Equisetum sylvaticum (gozdna preslica)
- Equisetum telmateia (velika preslica)

Podrod Hippochaete
- Equisetum giganteum
- Equisetum myriochaetum
- Equisetum hyemale (zimska preslica)
- Equisetum laevigatum
- Equisetum ramosissimum (razrasla preslica)
- Equisetum scirpoides
- Equisetum variegatum (pisana preslica)